# SAPジャパン
SAPジャパン株式会社（エスエイピージャパン）は、企業向け基盤システムであるERP (Enterprise Resource Planning) パッケージなどを提供するヨーロッパ最大級の大手ソフトウェア会社SAP SEの日本法人。

## 概要
SAPジャパンは、ヨーロッパ最大級のIT企業でありビジネスソフトウェアで売上高世界4位の独SAPの100%子会社として、1992年10月に設立され、ソフトウェア製品の販売および導入支援、テクニカルサポートを提供するコンピュータ関連サービス企業である。
企業の基幹システムであるERPパッケージをはじめ、CRM、SRM、SCM、EPM製品などのエンタープライズ向け業務アプリケーションで高いシェアを有している。また、近年ではデータベースやビジネスインテリジェンス製品など幅広く分野のソフトウェアを提供しており、日本国内ソフトウェア市場においては、2014年時点の売上高は7位に位置している。従来のオンプレミスのパッケージソフトウェア依存からの脱却を目指しており、SaaSおよびPaaS分野でのクラウドサービスでも急速にシェアを伸ばしている。
主な競合には日本オラクル、日本マイクロソフト、ワークスアプリケーションズなどがあり、シェア争いを繰り広げている。
大手IT企業の中では在籍する外国人社員の比率が比較的高く、全体の10%程度を占めている。2019年4月にLinkedIn Japanが発表した転職人気ランキングで7位にランクインした。またGreat Place To Work Institute Japanが実施する“2020年度版 日本における「働きがいのある会社」ランキング”の大規模部門（従業員1000人以上）で10位にランクインした。LGBTQへの取り組みを評価する「PRIDE指標2020」では最高位のゴールドを受賞した。

## 事業

### 業務アプリケーション

#### ERP
世界的に圧倒的なシェアを誇るSAPのERPパッケージは、日本市場においても大企業を中心に導入されており、国内トップシェアを誇っている。ERPは顧客企業の規模に応じて「SAP S/4HANA」、「SAP Business All-in-One」、「SAP Business ByDesign」、「SAP Business One」の4段階のパッケージおよびクラウドソリューションが提供されている。
2013年2月には同社のインメモリデータベース「SAP HANA」（ハナ）に対応したERPを含む業務アプリケーション群「SAP Business Suite powered by SAP HANA」を発表した。また、2015年2月には、SAP HANAを専用データベースとして採用した第4世代ERPとして「SAP Business Suite 4 HANA（通称：SAP S/4 HANA）」をリリースした 。
一般に、SAP社のERP製品を導入することは非常に大規模なプロジェクトとなり、時間・資金共に主に大企業向けの製品となっていた。中小企業がオープンソースERPと呼ばれる無償のERPを導入する事例も増えてきたことを受け、SAPジャパンは業務拡大のため中小企業向けのソリューション提供も行っており、年商50億円を切る規模の企業もサポートを開始した。これに伴い、2015年時点の国内中堅・中小企業が導入したERP製品の累積の市場シェアにおいても1位を誇っている。2017年4月には中堅中小企業向けの営業部門の体制を刷新し、販売拡大を強化している。

#### SaaS
また、近年ではオンプレミス製品依存からの脱却とクラウドサービスの展開を図っており、2014年4月には国内2ヶ所にデータセンターを開設した。 独SAPが買収したSaaS型クラウドサービスである人事管理の「SAP SuccessFactors」（サクセスファクターズ）、調達ソリューションの「SAP Ariba」（アリバ）、経費精算の「Concur」（コンカー）、労務管理の「SAP Fieldglass」（フィールドグラス）などの日本市場での展開も行っている。 更に、2017年3月からはスポーツ・エンターテインメント業界向けクラウドソリューション「SAP Sports One」（スポーツ・ワン）、コネクテッドカー向け分析クラウドソリューション「SAP Vehicle Insights」（ヴィエクル・インサイツ）も国内データセンターから提供開始した。
2021年2月にはドイツにて利用実績のある新型コロナウイルスワクチン予防接種支援サービス「ワクチン・コラボレーション・ハブ」を日本国内自治体向けにカスタマイズし、製造・流通管理のリアルタイムでの可視化やサプライチェーン計画を支援するほか、LINEと協業で自治体や住民向けにカスタマイズした接種予約・管理システムを提供開始した。

#### CRM/EPM/GRC
CRM分野においても2014年の日本市場においては、世界市場で先行するセールスフォース・ドットコムを押さえ、SAPジャパンが首位となっている。 また、大企業向けに限らず、2014年年商100億円以上300億円未満の中堅・中小企業向け市場においては日本マイクロソフトの「Microsoft Dynamics CRM」に並び「SAP CRM」がトップシェアを獲得している。
その他にもEPM（経営管理、連結、予算管理）やGRC（ガバナンス・リスク・コンプライアンス管理）、サステイナビリティ管理など、ポートフォリオを広げている。ERM/製造管理アプリケーション分野においてもSAPジャパンが2位の富士通を押さえて首位となっている。

#### 金融ソリューション
2004年2月にはSAP Core Banking（コア・バンキング）をリリースし、国内銀行向けの勘定系システムにも参入した。 その他金融機関向けに「SAP Omnichannel Banking」（オムニチャネル・バンキング）、保険業界向けの「SAP for Insurance」（エイエイピー・フォー・インシュランス）なども提供している。

### ミドルウェア／プラットフォーム

#### アプリケーションサーバー/SOA
2006年にはSOA（サービス指向型アーキテクチャ）に対応した製品ラインとして「SAP ERP 6.0」をリリース、各業界におけるノウハウや保有するソフトウェア資産を有効活用する「エンタープライズSOA」というアーキテクチャを発表、企業の柔軟性や俊敏性、広範囲な可視性を複雑なシステム環境下で実現する「ビジネスプロセスプラットフォーム」(BPP) といった新しいコンセプトを打ち出すと共に、従来のビジネスアプリケーションに加えてBPPを実現するプラットフォームとしてSAP NetWeaver（ネットウィーバー）をリリースするなど、エンタープライズ・ソフトウェア業界の覇者として活発な動きを見せている。

#### データベース/アナリティクス
2008年にビジネスインテリジェンス(BI)業界最大手の仏ビジネスオブジェクツ社を独SAPが約8,000億円（当時の時価）で買収、2009年1月に完全併合。BI、ETLなどの情報統合・情報活用分野でも大手の一角に躍り出た。これに伴いSAPジャパンは同社製品を核に、その他の買収製品や自社開発製品をスイート化、「SAP BusinessObjects」としてBI,Enterprise Information Management（EIM）のほか、2016年10月に公表された中堅・中小企業における導入済みBIの市場調査ではSAPジャパンが首位となった。
2011年6月にはインメモリデータベース「SAP HANA」を一般向けにリリース。2016年8月にはSAP製のデータウェアハウス「SAP Business Warehouse」の後継製品である「SAP BW/4HANA」のリリースを発表した。 加えて、クラウド領域においても、計画、予測、BIなどのアナリティクス機能を1つにまとめたSaaS型ビジネスインテリジェンス「SAP Analytics Cloud」（アナリティクス・クラウド）を提供している。

#### PaaS
SAPジャパンは国内のデータセンターから稼働率99.9%のアプリケーション開発プラットフォームであるPaaSの「SAP Cloud Platform」（SCP）を提供している。 又、SAP Business Suite製品群を運用するために特化されたプライベートマネージドクラウドサービスとして「SAP HANA Enterprise Cloud」（HEC）も提供している。

#### IoT
2017年1月からはIoT関連サービスポートフォリオ「SAP Leonardo」（レオナルド）の提供を開始し、企業のIoT導入を支援するソフトウェア群とコンサルティングサービスを提供している。 2017年7月にはコマツ、NTTドコモ、オプティムの3社と組み、建設業務に関係するあらゆるモノをつなぐ、IoT基盤プラットフォーム「LANDLOG」（ランドログ）の提供開始を発表するなど、IoT分野への取り組みも強化している。

## 歴史

### 略歴
- 1992年 10月: SAP AG 100%出資の日本法人として設立[3]
- 1995年 11月: 兵庫県神戸市に「西日本支社」を開設[3]
- 2000年 6月: 「西日本支社」を大阪府大阪市に移転[3]
- 2000年10月: 本社を東京都江東区から千代田区大手町に移転[3]
- 2000年 11月: 福岡県福岡市に「九州支店」を開設[3]
- 2001年 4月: 愛知県名古屋市に「名古屋支社」を開設[3]
- 2002年 7月: 東京都中央区にグローバルサポートの拠点として「茅場町オフィス 」を開設[3]
- 2002年 10月: SAP製品の国内導入企業数が1,000社を突破[3]
- 2012年 4月: 本社オフィス（千代田区大手町）を茅場町オフィスと統合して麹町に移転[3][出典無効]
- 2014年 4月: 東京、大阪にデータセンターを開設[3]
- 2014年 7月: 福田譲が39歳（当時）でSAPジャパン初の生え抜き社員として社長に就任[32][リンク切れ]
- 2017年 1月: IoT関連サービス「SAP Leonardo」の提供を開始。[30][31][33]
- 2017年 7月: コマツ、NTTドコモ、オプティムの3社と組み、建設業務に関係するあらゆるモノをつなぐ、IoT基盤プラットフォーム「LANDLOG」の提供開始を発表。[34][35]
- 2019年 2月: GPTW Japanによる“2019年度版 日本における「働きがいのある会社」ランキング”の大規模部門（従業員1000人以上）で18位にランクイン[36]
- 2020年 11月: 任意団体work with Prideが策定した職場のLGBTQに関する取り組みを評価する指標「PRIDE指標2020」で最高位であるゴールドを受賞[11]
- 2021年 2月: 新型コロナウイルス（COVID-19）ワクチン予防接種に関する日本国内自治体のサプライチェーン管理や接種状況管理のためのサービスを提供開始[20][19]
- 2021年 4月: 東京本社を大手町三井物産ビルに移転[37]。

## その他
- 同社製品を扱うエンジニアやコンサルタント向けの資格として、製品別のSAP認定コンサルタントの資格を認定している。
- 企業口コミサイト「キャリコネ」が2018年に発表した「情報・通信業界の年収ランキング」において、2位の日本マイクロソフトと3位のアクセンチュアを抑えて、SAPジャパンが平均年収首位となった。[38]
- 社名は「エスエイピー」と発音するが「サップジャパン」などと呼ばれることが多く、Note（SAP提供のサポートドキュメント集）にも「サップと呼ばないでください」という内容が掲載されるほどである[要出典]。